# Ilattia cephusalis
Ilattia cephusalis là một loài bướm đêm trong họ Noctuidae.